# Montenegro Zero
Montenegro Zero ist das zweite Soloalbum der Hamburger Rapperin Haiyti und erschien am 12. Januar 2018 als ihre erste Veröffentlichung über das Major-Label Universal als Standard-Edition und Boxset, inklusive des Mixtapes Untergrund Weltstars und Bonus-EP.

## Hintergrund
Nachdem Haiyti mit ihrem Mixtape City Tarif 2016 erste Bekanntheit erlangte und anschließend weitere Mixtapes und EPs veröffentlichte, entschied sie sich Mitte 2017 für ihr zweites Soloalbum Montenegro Zero mit dem Major-Label Universal Music zusammenzuarbeiten.

## Produktion
Das Album wurde komplett von dem Berliner Musikproduzenten-Trio KitschKrieg produziert.

## Covergestaltung
Das Albumcover zeigt Haiyti, die ein hell-türkises Kleid trägt und den Betrachter anblickt. In der Hand hält sie eine Parfümflasche. Auf Schriftzüge wurde verzichtet.

## Gastbeiträge
Lediglich auf drei Liedern der Bonus-EP der Deluxe-Edition des Albums sind neben Haiyti andere Künstler vertreten. So arbeitet sie auf Hollywood OK mit den Untergrund-Rappern Joey Bargeld, Kulturerbe Achim und Vira Lata zusammen, wobei letzterer ebenfalls auf dem Song Pusher zu hören ist. Zudem hat der Rapper Yupanther einen Gastauftritt beim Lied Schicksal Digga.

## Titelliste
| #  | Titel          | Länge |
| -- | -------------- | ----- |
| 1  | 100.000 Fans   | 2:46  |
| 2  | Sunny Driveby  | 3:01  |
| 3  | Gold           | 3:57  |
| 4  | Mafioso        | 3:15  |
| 5  | Berghain       | 3:40  |
| 6  | Kate Moss      | 3:31  |
| 7  | Bahama Mama    | 3:25  |
| 8  | Serienmodell   | 3:47  |
| 9  | Bitches        | 3:06  |
| 10 | Haubi          | 2:58  |
| 11 | Monacco        | 2:59  |
| 12 | American Dream | 3:25  |

Bonus-EP
| # | Titel           | Gastmusiker                               | Länge |
| - | --------------- | ----------------------------------------- | ----- |
| 1 | Schicksal Digga | Yupanther                                 | 2:40  |
| 2 | Emergency       |                                           | 3:26  |
| 3 | Pusher          | Vira Lata                                 | 3:06  |
| 4 | Hollywood OK    | Joey Bargeld, Vira Lata, Kulturerbe Achim | 3:04  |

## Chartplatzierungen und Singles
Montenegro Zero stieg am 19. Januar 2018 auf Platz 25 in die deutschen Albumcharts ein, womit Haiyti erstmals die Charts erreichte. Nach einer Woche verließ es die Top 100 wieder. In Österreich und der Schweiz konnte es sich nicht platzieren.
Am 13. Oktober 2017 erschien die erste Single 100.000 Fans zum Download und zwei Wochen später folgte mit Sunny Driveby die zweite Auskopplung. Die dritte Single Mafioso wurde am 24. November veröffentlicht, gefolgt von dem Song Gold am 8. Dezember 2017.

## Rezeption

### Kritiken
| Professionelle Bewertungen | Professionelle Bewertungen |
| -------------------------- | -------------------------- |
| Kritiken                   |                            |
| Quelle                     | Bewertung                  |
| laut.de                    | [ 4 ]                      |
| rappers.in                 | [ 5 ]                      |

Anastasia Hartleib von laut.de gab Montenegro Zero vier von möglichen fünf Punkten. Das Album gehe „ziemlich ins Ohr“ und sei „deutlich poppiger als Haiytis bisherige Releases“. Die Rapperin „tobt sich wie immer kräftig aus, ohne dass ihr dabei die Luft auszugehen scheint“ und überzeuge vor allem mit „ihrer Wandelbarkeit und mühelosen Flexibilität: Während sie mit brechender Stimme eine Hook säuselt, lässt sie im nächsten Moment brachial Trap-Türme einstürzen und reicht dazu kritische Beobachtungen unserer Zeit“.
Alexander Barbian von der Internetseite rap.de bewertete Montenegro Zero ebenfalls positiv. Haiyti unternehme inhaltlich „einen furiosen Spagat zwischen den Welten, offenbart dabei innere Zerrissenheit und gewaltiges Kopfkino zwischen hysterischer Instabilität und skrupelloser Coolness“ und erzeuge „immer wieder starke Atmosphären“. Auch die Produktionen von KitschKrieg werden als „lupenreine und höchst innovative Feinarbeit“ gelobt, wobei „Haiytis dominante Stimme absolut im Zentrum des Geschehens“ stehe. Das Album sei insgesamt „ein Mysterium. Ein schräges und doch extravagantes Unikat.“
Auf rappers.in wurde Montenegro Zero mit fünf von möglichen sechs Punkten bewertet. Das Album sei ein „undefinierbares, nicht einzuordnendes, mal pathetisches, mal ganz zwanglos wirkendes großes Ganzes“ und stelle „die Kombination aus dem besten ihrer letzten Releases“ dar. Dabei falle „die Suche nach klassischem Hörgenuss zwischen all dem Gekreische und den halligen Effekten auf der Stimme“ schwer, allerdings mache „es einfach Spaß, den innovativen Soundentwürfen zu lauschen und zu versuchen, das Konzept oder einfach die Idee hinter dem Album zu verstehen“. Die Produktionen von KitschKrieg werden ebenfalls gelobt.
Daniel Fersch von MZEE lobte das Album und schrieb, dass Haiyti „weit mehr ist als ein Hype, der sich über zwei Jahre retten konnte, sondern eine ebenso einzigartige wie etablierte Künstlerin.“

### Auszeichnungen
Bei der Echoverleihung 2018 wurde das Album in der Kategorie Kritikerpreis national ausgezeichnet.
In der Liste der besten Hip-Hop-Alben des Jahres 2018 von laut.de belegte Montenegro Zero Platz 4 und in der Liste aller Alben Rang 9.